# 千間江湖川
千間江湖川（せんげんえごがわ）は、熊本県熊本市を流れる熊本県管轄の二級河川である。

## 地理
熊本県熊本市護藤町を源流として、護藤町土井畑で天明新川から分流した後、有明海（島原湾）に流れる。

## 流域の自治体
熊本県
- 熊本市

## 並行する交通

### 道路
- 熊本県道233号海路口小島線
- 国道501号
- 九州自然歩道

## 周辺施設
- 熊本市立飽田南小学校
- 熊本市立奥古閑小学校